# Милтокит
Милтокит, также Мильтокит, Милтокиф (др.-греч. Μιλτοκύφης) — фракийский аристократ IV века до н. э.

## Биография
В античных источниках присутствует информация лишь о последних годах жизни Милтокита. В 363 году до н. э. Милтокит, который в Одрисском царстве занимал пост казначея, восстал против царя Котиса I. На тот момент Котис I вёл войну с Афинами за Херсонес Фракийский. Историкам неизвестны мотивы Милтокита. Возможно, он хотел свергнуть царя; возможно, — основать собственное государство. Ему удалось захватить царскую казну и резиденцию на Священной горе на северном побережье Пропонтиды. После этого он отправил в Афины послов с предложением заключить союз и просьбой оказать военную помощь. Взамен Милтокит обещал вернуть афинянам власть над полуостровом. На этом фоне Котис I также отправил послов в Афины с мирными предложениями. Афиняне не смогли оказать помощь Милтокиту, в результате чего мятеж к 361 году до н. э. был подавлен. Античные источники умалчивают, попал ли Милтокит в руки Котиса, либо сохранил свободу. Впоследствии, за неоказание помощи Милтокиту судили стратега Автокла.
После смерти Котиса I в 360/359 году до н. э. Милтокит вновь поднял восстание. Однако оно также провалилось. Из-за предательства некоего Смикитиона Милтокит был схвачен военачальником нового царя Керсоблепта Харидемом. Согласно Демосфену, «зная, что жизнь Мильтокита будет вне опасности, если он будет доставлен к Керсоблепту (убивать друг друга у фракийцев не принято), Харидем передал его жителям Кардии, вашим врагам. Те схватили Мильтокита вместе с сыном, вывезли их в море на корабле, закололи сына на глазах у отца, а затем и самого Мильтокита утопили в море.»
При анализе фрагмента Демосфена, историки отмечают, что утверждение «убивать друг друга у фракийцев не принято» не соответствует действительности. Речь шла об аристократах, представителях царского рода. Именно поэтому известный своей жестокостью Котис I пощадил повстанца. Керсоблепт, хоть и решил казнить Милтокита, совершил убийство чужими руками. Такое нарушение обычаев и традиций вызвало возмущение фракийской знати с последующим восстанием, которое возглавили Берисад и Амадок. Повстанцы обратились за помощью к Афинам. В конечном итоге в 357 году до н. э. государство было разделено на три части между Керсоблептом, Берисадом и Амадоком.